# Henri Milne-Edwards
Henri Milne-Edwards (født 23. oktober 1800 , død 29. juli 1885) var en fremtrædende fransk zoolog.

## Hæder
Henri Milne-Edwards navn er beæret i flere navne på slægter og arter, såsom:
- Edwardsia de Quatrefages, 1841
- Edwardsiella Andres, 1883
- Henricia J. E. Gray, 1840
- Myrianida edwardsi (de Saint-Joseph, 1887)
- Lophoura edwardsi Kölliker, 1853
- Plesiopenaeus edwardsianus (Johnson, 1867)
- Plesionika edwardsii (Brandt, 1851)
- Dynamene edwardsi (Lucas, 1849)
- Grapsicepon edwardsi Giard & Bonnier, 1888
- Glossocephalus milneedwardsi Bovallius, 1887
- Onisimus edwardsii (Krøyer, 1846)
- Diastylis edwardsi (Krøyer, 1841)
- Neoamphitrite edwardsii (de Quatrefages, 1865)
- Colpaster edwardsi (Perrier, 1882)
- Milnesium Doyère, 1840
- Jasus edwardsii (Hutton, 1875)
- Odontozona edwardsi (Bouvier, 1908)
- Milneedwardsia Bourguignat, 1877
- Boeckosimus edwardsii (Krøyer, 1846)
- Lithophyllon edwardsi (Rosseau, 1850)
- Goniastria edwardsi Chevalier, 1971
- Fedora edwardsi Jullien, 1882
- Ciona edwardsi (Roule, 1886)
- Maasella edwardsi (de Lacaze-Duthiers, 1888)
- Forskalia edwardsi Kölliker, 1853
- Costa edwardsii (Roemer, 1838)
- Colobomatus edwardsi (Richiardi, 1876)
- Salmincola edwardsi (Olsson, 1869)
- Aristaeopsis edwardsianus (Johnson, 1867)
- Sergestes edwardsii Krøyer, 1855
- Odontozona edwardsi (Bouvier, 1908)
- Alphaeus edwardsii (Audouin, 1826)
- Ebalia edwardsii Costa, 1838
- Fedora edwardsi Jullien, 1882
- Teuchopora edwardsi (Jullien, 1882)
- Calliostoma milneedwardsi Locard, 1898
- Ocinebrina edwardsii Payraudeau, 1826
- Discodoris edwardsi Vayssière, 1902
- Tergipes edwardsii Nordmann, 1844
- Sadayoshia edwardsii (Miers, 1884)
- Periclimenes edwardsi (Paulson, 1875)
- Ocenebra edwardsi Payraudeau, 1826
- Conus milneedwardsi F. P. Jousseaume, 1894
- Montipora edwardsi Bernard, 1879
- Goniastrea edwardsi Chevalier, 1971
- Pagurus edwardsi (Dana, 1852)
- Chirostylus milneedwardsi (Henderson, 1885)
- Pisoides edwardsi Bell, 1835
- Cancer edwardsi Bell, 1835
- Haploblepharus edwardsii Voigt, 1832
- Diogenes edwardsii (de Haan, 1849)
- Propithecus edwardsi (A. Grandidier, 1871)